# Pugilato ai Giochi della XVII Olimpiade
Le competizioni di pugilato dei Giochi della XVII Olimpiade si sono svolte dal 25 agosto al 5 settembre 1960 al Palazzo dello Sport a Roma.

## Categorie
Come a Melbourne 1956 il programma prevedeva 10 categorie come segue:
| Categoria         | Peso      |
| ----------------- | --------- |
| Pesi mosca        | - 51 kg   |
| Pesi gallo        | - 54 kg   |
| Pesi piuma        | - 57 kg   |
| Pesi leggeri      | - 60 kg   |
| Pesi superleggeri | - 63,5 kg |
| Pesi welter       | - 67 kg   |
| Pesi superwelter  | - 71 kg   |
| Pesi medi         | - 75 kg   |
| Pesi mediomassimi | - 81 kg   |
| Pesi massimi      | + 81 kg   |

## Podi
| Evento                  | Oro                  | Argento                | Bronzo                               |
| Mosca (dettagli)        | Gyula Török          | Sergej Sivko           | Kiyoshi Tanabe Abdel Moneim El-Gindy |
| Gallo (dettagli)        | Oleg Grigor'ev       | Primo Zamparini        | Brunon Bendig Oliver Taylor          |
| Piuma (dettagli)        | Francesco Musso      | Jerzy Adamski          | William Meyers Jorma Limmonen        |
| Leggeri (dettagli)      | Kazimierz Paździor   | Sandro Lopopolo        | Dick McTaggart Abel Ricardo Laudonio |
| Superleggeri (dettagli) | Bohumil Němeček      | Clement Quartey        | Quincey Daniels Marian Kasprzyk      |
| Welter (dettagli)       | Nino Benvenuti       | Jurij Radonjak         | Leszek Drogosz Jimmy Lloyd           |
| Superwelter (dettagli)  | Wilbert McClure      | Carmelo Bossi          | Boris Lagutin Billy Fisher           |
| Medi (dettagli)         | Eddie Crook          | Tadeusz Walasek        | Ion Monea Evgenij Feofanov           |
| Mediomassimi (dettagli) | Cassius Clay         | Zbigniew Pietrzykowski | Tony Madigan Giulio Saraudi          |
| Massimi (dettagli)      | Francesco De Piccoli | Daniel Bekker          | Josef Němec Günter Siegmund          |

## Medagliere
| Posizione | Paese            |    |    |    | Totale |
| --------- | ---------------- | -- | -- | -- | ------ |
| 1         | Italia           | 3  | 3  | 1  | 7      |
| 2         | Stati Uniti      | 3  | 0  | 1  | 4      |
| 3         | Polonia          | 1  | 3  | 3  | 7      |
| 4         | Unione Sovietica | 1  | 2  | 2  | 5      |
| 5         | Cecoslovacchia   | 1  | 0  | 1  | 2      |
| 6         | Ungheria         | 1  | 0  | 0  | 1      |
| 7         | Sudafrica        | 0  | 1  | 1  | 2      |
| 8         | Ghana            | 0  | 1  | 0  | 1      |
| 9         | Gran Bretagna    | 0  | 0  | 3  | 3      |
| 10        | Australia        | 0  | 0  | 2  | 2      |
| 11        | Argentina        | 0  | 0  | 1  | 1      |
| 11        | Finlandia        | 0  | 0  | 1  | 1      |
| 11        | Germania         | 0  | 0  | 1  | 1      |
| 11        | Giappone         | 0  | 0  | 1  | 1      |
| 11        | Romania          | 0  | 0  | 1  | 1      |
| 11        | Rep. Araba Unita | 0  | 0  | 1  | 1      |
| Totale    | Totale           | 10 | 10 | 20 | 40     |